# Операция „Северен вятър“
Операция „Северен вятър“ е една от последните военни офанзиви на германския Вермахт по време на Втората световна война. Провежда се от 1 до 25 януари 1945 г.
През есента на 1944 г. Съюзниците достигат до Оберхайн и Мюлуз и обграждат германски войски в Колмарската операция. Една контраатака би донесла облекчение.
В края на януари Съюзниците предотвратяват продължаване на операцията. Част от бойните действия се пренасят в областта около Хатен, департамент Ба Рен. По време на танковите сражения между 8 и 20 януари 1945 г. Хатен е почти напълно разрушен. Само една четвърт от сградите на комуната оцеляват след сраженията.

## Причини
Офанзивата има за цел да подпомогне германските войски, участвали в Арденската офанзива. Хитлер възлага тази задача на група армии „Оберхайн“ под командването на ръководителя на СС Хайнрих Химлер. Според плана 19-а армия трябва да проведе атака при Страсбург, докато 1-ва армия трябва да атакува на север. С това индустриалната област около Хагенау би била отвоювана обратно. Това, което Хитлер игнорира, е фактът, че двете негови армии са напълно изтощени, което съществено намалява шансовете за успех.

## Ход на операцията
Офанзивата започва без артилерийска подготовка в новогодишната нощ. Първоначално американските пехотни войски са изненадани, но много скоро (след усилване на позициите) американската съпротива дава отпор и атаката на германците значително се забавя. Например 256-а пехотна дивизия на Вермахта през първия ден се придвижва само шест километра напред. На 4 януари Висамбур е завладян от германски войски. На 8 януари XXXIX. танков корпус достига до Хатен. Започва битката за Хатен-Ритерсхофен, която се води от двете страни с необикновена твърдост, с използване на огромно количество материали и с огромен брой танкове. Американците, както и германците, страдат от големи загуби, а цивилното население на Хатен и Ритерсхофен няма никакво време да избяга от капана. Битката завършва на 21 януари с оттеглянето на американците на линията Модер близо до Хагенау. Най-накрая, благодарение на численото и материалното си превъзходство, Съюзниците успяват да задържат позициите си.
Операция „Северен вятър“, както и Арденската офанзива са обречени на провал още от самото си начало. В края на февруари, началото на март, XXXIX. танков корпус и останалите германски войски се оттеглят от Северен Елзас и прекосяват обратно Райн. В края на март тази част на Франция е окончателно освободена.